# Clair-obscur (film, 2016)
Pour les articles homonymes, voir Clair-obscur (homonymie).
Pour plus de détails, voir Fiche technique et Distribution.
Clair-obscur (Tereddüt) est un film turc réalisé par Yeşim Ustaoğlu, sorti en 2016.

## Synopsis
Chenaz, psychiatre voit arriver dans son service Elmas, 18 ans, retrouvée vivante aux côtés des corps de son mari et de sa belle-mère, à la suite d'une intoxication au charbon.

## Fiche technique
- Titre original : Tereddüt
- Titre français : Clair-obscur
- Réalisation : Yeşim Ustaoğlu
- Scénario : Yeşim Ustaoğlu
- Pays d'origine : Turquie
- Format : Couleurs - 35 mm
- Genre : drame
- Durée : 105 minutes
- Date de sortie : 2016

## Distribution
- Funda Eryigit : Chenaz
- Ecem Uzun : Elmas
- Mehmet Kurtuluş : Cem
- Okan Yalabik : Umut
- Metin Akdülger :

## Distinctions
- Festival international du film d'Antalya 2016 : Meilleur film, meilleur réalisateur et meilleure actrice pour Ecem Uzun
- Festival international du film de Haïfa 2016 : Golden Anchor Award - Special Mention pour Yeşim Ustaoğlu
- Festival international du film d'Istanbul 2017 : Meilleur réalisateur et meilleure actrice pour Ecem Uzun